# Пангниртанг

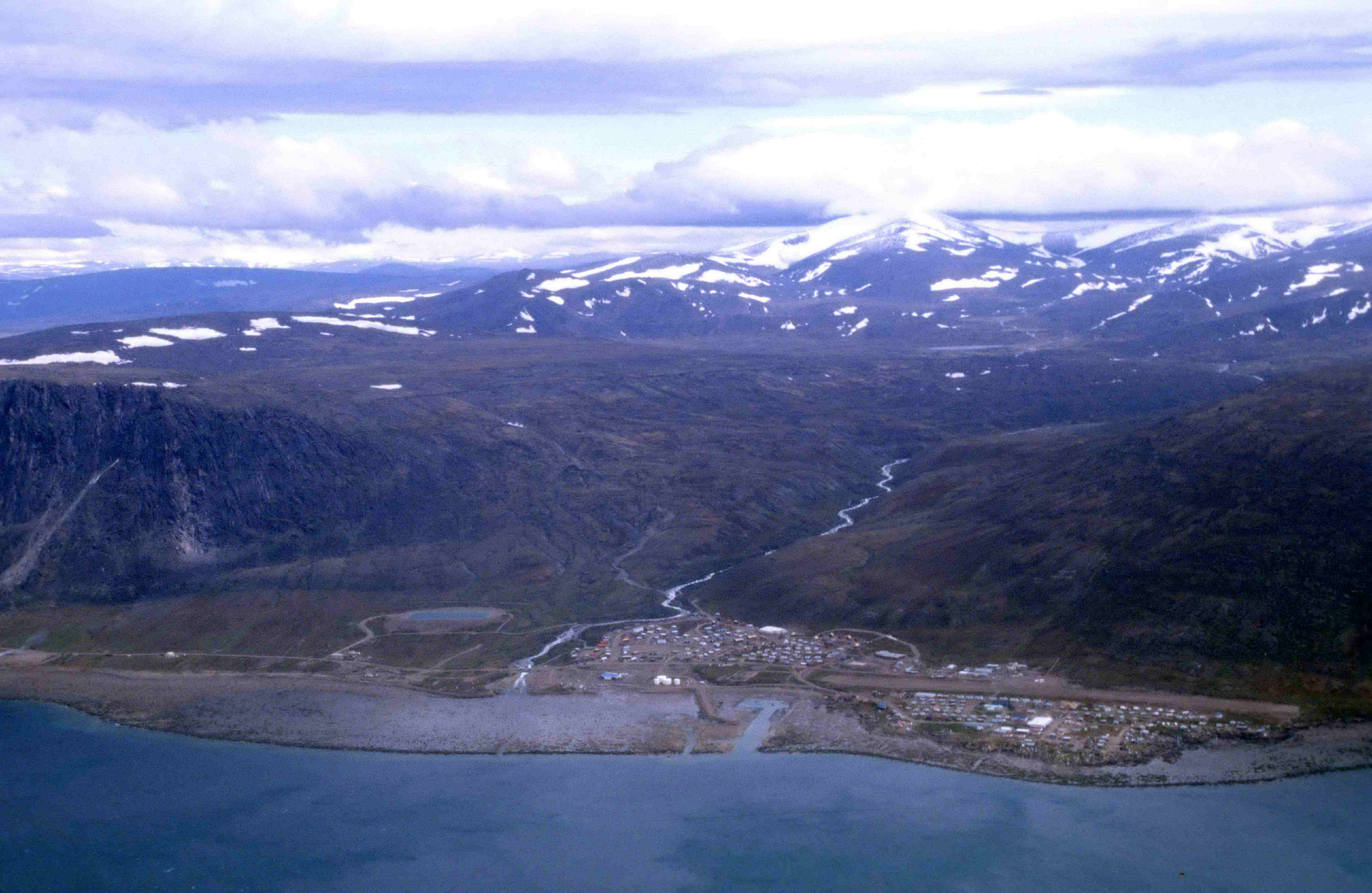
Вид на поселение

Пангниртанг (англ. Pangnirtung, инуктитут ᐸᖕᓂᖅᑑᖅ) — эскимосская деревня, расположенная на острове Баффинова Земля в районе Кикиктани территории Нунавут, Канада. Координаты — 66°08´с. ш.; 65°45´з. д. Численность населения — 1,276 чел. (2001), что составляет приблизительно 9 % населения острова Баффинова Земля. Деревня расположена на прибрежной равнине фьорда Пангниртунг, который соединяется с заливом Камберленд. Площадь деревни 7.54 км².
В 1921 году Компания Гудзонова залива основала здесь свой аванпост, а в 1923 году и Канадская конная полиция. Пангниртунг называют Швейцарией Арктики. К известным людям деревни относится первый премьер Нунавута Пол Окалик. Существует некоторая путаница с названием Пангниртунга. Коренные жители скажут вам, что настоящее имя поселения — Панниктуук (Panniqtuuq), что переводится как «место, где много карибу». Тем не менее, жители отказались от официального предложения в 2005 году переименовать деревню, так как именно с названием Пангниртунг связана всемирная известность его народного искусства. Это поселение ближе всего находится к национальному парку Ауюиттук. В деревне всего одна гостиница.